# Бреє (Каліфорнія)
Бреє (англ. Brea) — місто (англ. city) в США, в окрузі Орандж штату Каліфорнія. Населення — 47 325 осіб (2020).

## Географія
Бреє розташований за координатами 33°55′28″ пн. ш. 117°51′55″ зх. д. / 33.92444° пн. ш. 117.86528° зх. д. (33.924523, -117.865201). За даними Бюро перепису населення США в 2010 році місто мало площу 31,36 км², з яких 31,28 км² — суходіл та 0,08 км² — водойми.

### Клімат
| Клімат : Бреє         | Клімат : Бреє | Клімат : Бреє | Клімат : Бреє | Клімат : Бреє | Клімат : Бреє | Клімат : Бреє | Клімат : Бреє | Клімат : Бреє | Клімат : Бреє | Клімат : Бреє | Клімат : Бреє | Клімат : Бреє | Клімат : Бреє |
| Показник              | Січ.          | Лют.          | Бер.          | Квіт.         | Трав.         | Черв.         | Лип.          | Серп.         | Вер.          | Жовт.         | Лист.         | Груд.         | Рік           |
| Середній максимум, °C | 20,6          | 21,1          | 22,2          | 23,3          | 24,4          | 26,7          | 29,4          | 30,0          | 30,0          | 27,2          | 23,9          | 20,6          | 25,0          |
| Середній мінімум, °C  | 8,3           | 8,9           | 10,0          | 11,1          | 13,9          | 15,6          | 17,8          | 17,8          | 16,7          | 13,9          | 10,6          | 7,8           | 12,7          |
| Норма опадів, мм      | 64            | 79            | 69            | 28            | 5             | 0             | 0             | 10            | 8             | 8             | 30            | 61            | 362           |
| --------------------- | ------------- | ------------- | ------------- | ------------- | ------------- | ------------- | ------------- | ------------- | ------------- | ------------- | ------------- | ------------- | ------------- |

## Демографія
Згідно з переписом 2010 року, у місті мешкали 39 282 особи в 14 266 домогосподарствах у складі 10 369 родин. Густота населення становила 1252 особи/км². Було 14785 помешкань (471/км²).
Расовий склад населення:
| - 67,1 % — білих - 18,2 % — азіатів - 1,4 % — чорних або афроамериканців - 0,5 % — корінних американців - 0,2 % — вихідців з тихоокеанських островів - 8,2 % — осіб інших рас |

До двох чи більше рас належало 4,4 %. Частка іспаномовних становила 25,0 % від усіх жителів.
За віковим діапазоном населення розподілялося таким чином: 23,1 % — особи молодші 18 років, 64,3 % — особи у віці 18—64 років, 12,6 % — особи у віці 65 років та старші. Медіана віку мешканця становила 38,7 року. На 100 осіб жіночої статі у місті припадало 95,2 чоловіків; на 100 жінок у віці від 18 років та старших — 91,9 чоловіків також старших 18 років.
Середній дохід на одне домашнє господарство становив 102 022 долари США (медіана — 83 717), а середній дохід на одну сім'ю — 115 400 доларів (медіана — 102 037). Медіана доходів становила 70 603 долари для чоловіків та 51 062 долари для жінок. За межею бідності перебувало 7,1 % осіб, у тому числі 7,3 % дітей у віці до 18 років та 4,1 % осіб у віці 65 років та старших.
Цивільне працевлаштоване населення становило 20 484 особи. Основні галузі зайнятості: освіта, охорона здоров'я та соціальна допомога — 24,1 %, науковці, спеціалісти, менеджери — 11,3 %, виробництво — 11,1 %.